# Polish International 2021
Die Polish International 2021 im Badminton fanden vom 23. bis zum 26. September 2021 in Zakopane statt. Es war die neunte Auflage dieser Turnierserie in Polen.

## Sieger und Platzierte
| Disziplin    | Gold                                           | Silber                          | Bronze                                |
| ------------ | ---------------------------------------------- | ------------------------------- | ------------------------------------- |
| Herreneinzel | Kiran George                                   | Jason Teh Jia Heng              | Collins Valentine Filimon             |
| Herreneinzel | Kiran George                                   | Jason Teh Jia Heng              | Jan Louda                             |
| Dameneinzel  | Jaslyn Hooi                                    | Samiya Imad Farooqui            | Polina Buhrova                        |
| Dameneinzel  | Jaslyn Hooi                                    | Samiya Imad Farooqui            | Edith Urell                           |
| Herrendoppel | Ishaan Bhatnagar Sai Pratheek K. Krishnaprasad | Rory Easton Zach Russ           | Fabien Delrue William Villeger        |
| Herrendoppel | Ishaan Bhatnagar Sai Pratheek K. Krishnaprasad | Rory Easton Zach Russ           | Collins Valentine Filimon Adi Pratama |
| Damendoppel  | Margot Lambert Anne Tran                       | Treesa Jolly Gayathri Gopichand | Annabella Jäger Leona Michalski       |
| Damendoppel  | Margot Lambert Anne Tran                       | Treesa Jolly Gayathri Gopichand | Johanna Magnusson Clara Nistad        |
| Mixed        | William Villeger Anne Tran                     | Paweł Śmiłowski Wiktoria Adamek | Rory Easton Annie Lado                |
| Mixed        | William Villeger Anne Tran                     | Paweł Śmiłowski Wiktoria Adamek | Emil Hybel Elisa Melgaard             |